# Орикури
Орикури (порт. Ouricuri) — муниципалитет в Бразилии, входит в штат Пернамбуку. Составная часть мезорегиона Сертан штата Пернамбуку. Входит в экономико-статистический микрорегион Арарипина. Население составляет 62 367 человек на 2007 год. Занимает площадь 2422,860 км². Плотность населения — 39,98 чел./км².
Праздник города — 14 мая.

## История
Город основан в 1903 году.

## Статистика
- Валовой внутренний продукт на 2005 год составляет 59 078 реалов (данные: Бразильский институт географии и статистики).
- Валовой внутренний продукт на душу населения на 2005 год составляет 2638,73 реалов (данные: Бразильский институт географии и статистики).
- Индекс развития человеческого потенциала на 2000 год составляет 0,698 (данные: Программа развития ООН).

## География
Климат местности: тропический. В соответствии с классификацией Кёппена, климат относится к категории BSh.